# クリスマスを我が家で
「クリスマスを我が家で」（英: I'll Be Home for Christmas）は、ビング・クロスビーによってレコーディングされ、1943年にアメリカでリリースされたクリスマス・ソング。クロスビーは、この曲によってヒットチャートのトップテン入りをした。原曲は、クリスマスには海外から家に帰りたいと願う兵士たちに敬意を表するために書かれた。以来、クリスマス・ソングのスタンダード・ナンバーとなっている。

## 主題
この曲は、第二次世界大戦中に海外にいる一人の兵士が家族に手紙を書いているような視点で歌われる。彼はメッセージの中で、クリスマスには家に帰れるだろうから、そのつもりでクリスマス休暇の準備をして欲しい、「雪 (snow)」「ヤドリギ (mistletoe)」「ツリーの下のプレゼント (presents on the tree)」を自分に見せて欲しいと伝える。歌詞は、「クリスマスには家に帰れるだろう、夢の中だけでも(I'll be home for Christmas, if only in my dreams.)」と、もの悲しい一節で終わる。
作詞したキム・ギャノンの主張によれば、歌詞を書いた時に念頭に置いていたのは兵士たちではなく、クリスマスには家に帰りたいにもかかわらず、それが叶わないすべての人々であったという。ギャノンがこの曲を音楽業界に売り込んだ際、戦争によって愛する人から引き離された者にとって、前述の最後の一節が悲しすぎるという理由で、人々に受け入れられなかった。しかし、ギャノンがビング・クロスビーとゴルフをしている時にこの曲を歌ってみせたところ、クロスビーはこの曲をレコーディングする決心をした。最終的には、ヒットを確実にするために、「ホワイト・クリスマス」のB面となった。

## 作者
作詞はキム・ギャノン、作曲はウォルター・ケントによる。バック・ラムは、ギャノンの曲より前に同じタイトルの曲を作詞・作曲していたため、ラムの版権者であるミルズ・ミュージックによる訴訟に基づき、共作者としてクレジットされている。1943年にデッカ・レコードからリリースされた、ビング・クロスビーによるオリジナル盤では、キム・ギャノンとウォルター・ケントのみが作者としてレコード・ラベルにクレジットされているが、後の盤ではクレジットにバック・ラムの名前が追加されている。

## ビング・クロスビーによるバージョン
クロスビーはジョン・スコット・トロッター・オーケストラとともにこの曲のレコーディングをし、1943年10月4日、デッカ・レコードからSP盤のシングルとしてリリースされた（Decca 18570A、マトリックスナンバー：#L3203）。当初のタイトルは「クリスマスを我が家で（夢の中だけでも）」("I'll Be Home For Christmas (If Only In My Dreams)") であった。リリースから11週間チャート入りし、最高順位は3位だった。年を越した後も19位に位置した。デッカ・レコードは、1946年にこれを再発売した (Decca 23779)。
アメリカ合衆国旧陸軍省は、ラジオ番組「クラフト・ミュージック・ホール」で1944年12月7日に放送された、ビング・クロスビーとヘンダーソン合唱団による「クリスマスを我が家で」をV-Discとしてリリースした（U.S. Army V-Disc No. 441-B、およびU.S. Navy V-Disc No. 221B、マトリックスナンバー：#VP1253-D5TC206.） 。ラジオ番組から収録されたこのバージョンは、ビング・クロスビーによるアレンジが大きいように思われる。
この曲は、第二次世界大戦の渦中にいた、アメリカの兵士や市民の心の琴線に触れ、クロスビーはこの曲によって5つ目のゴールドディスクを獲得した。「クリスマスを我が家で」は、米軍慰問協会のクリスマス番組で最もリクエストされる曲である。アメリカ陸軍兵士向けの雑誌「ヤンク」は、クロスビーは「当時の誰よりもアメリカ軍兵士の心情を代弁することに成功した」と評している。
戦地や家庭におけるアメリカ人の間での人気にもかかわらず、イギリスのBBCでは、この曲の歌詞がイギリス軍の士気を下げる恐れがあるとの経営陣の判断により、放送禁止にされている（en:List of songs banned by the BBC）。

## エピソード
1965年12月、ジェミニ7号に搭乗していた宇宙飛行士のフランク・ボーマンとジム・ラヴェルは、NASA の地上職員に対して、自分たちのために「クリスマスを我が家で」をかけてくれるように頼んだ。

## 他の歌手によるバージョン
「クリスマスを我が家で」は、ペリー・コモ（1946年）、フランク・シナトラ（1957年）、サラ・エヴァンス（「Hear Something Country - Christmas 2007」2007年）、ケリー・クラークソン（「iTunes Session」および「Wrapped in Red」)など、多くのアーティストによってカバーされている。本曲をカバーしたアーティストは以下のとおり。
- ナインティーエイト・ディグリーズ
- エイミー・マン（「One More Drifter in the Snow」2006年）
- アル・グリーン
- Aly & AJ（「Acoustic Hearts of Winter」2006年)
- エイミー・グラント
- アンディ・ウィリアムス
- アンナ・ギルバート（英語版）
- アン・マレー
- アクア・ティーン・ハンガー・フォース（「Have Yourself A Meaty Little Christmas」2009年）
- アート・ポール・シュローサー（英語版）（替え歌「I'll Be a Gnome for Christmas」、「Words of Cheese and Other Parrot Trees」収録、2003年）
- B.B.キング
- バーブラ・ストライサンド
- バーロウ・ガール（英語版）（「Home for Christmas」2008年）
- ザ・ビーチ・ボーイズ（「ザ・ビーチ・ボーイズ・クリスマス・アルバム」収録の「お家でクリスマス」1964年）
- ベット・ミドラー（「Cool Yule」2006年）
- ブレイク・シェルトン（「Cheers, It's Christmas」2012年）
- ボブ・ディラン（クリスマス・イン・ザ・ハート2009年）
- ブラッド・ジョナー（英語版）
- ブラッド・ペイズリー
- ブライアン・リトレル（英語版）
- ブライアン・マックナイト
- ブラザース・フォア ※1966年にビルボードチャートインしたシングル。
- カール・ブルタナナディリウスキー（英語版）
- カーペンターズ
- キャリー・アンダーウッド（エルヴィス・プレスリーとのデュエット、「Christmas Duets」収録、2008年）
- カスケーダ
- ケルティック・ウーマン　※ボーカルはリサ・ラム（英語版）
- シカゴ (バンド)（「Chicago XXXIII: O Christmas Three」2011年）
- コニー・フランシス
- クリスタル・ルイス（英語版）「Holiday!: A Collection of Christmas Classics」2002年）
- クリスタル・シャワンダ（英語版）
- ダミアン・リース（英語版）（「Where We Land」クリスマス限定版、2007年）
- ダニー・ミノーグ
- デリアス・ラッカー（英語版）（「Home for the Holidays」2014年）
- デヴィッド・アーチュレッタ（「Christmas from the Heart」2009年）
- ディーン・マーティン（「The Dean Martin Christmas Album」1966年）
- ディアナ・マーティン（英語版）（「White Christmas」2011年）
- ダイアナ・クラール
- ダイアモンド・リオ（英語版）
- ダイアン・シューア（英語版）
- ドリー・パートン
- ドナ・サマー（「Christmas Spirit Album」1984年）
- ドリス・デイ（「The Doris Day Christmas Album（英語版）」1964年9月14日）
- ドリュー・シーリー（「Disney Channel Holiday」2007年）
- ドワイト・ヨアカム
- エディ・ラビット（英語版）
- エルヴィス・プレスリー（エルヴィス・クリスマス・アルバム」1957年）
- ファッツ・ドミノ
- フォレスター・シスターズ（英語版）
- フランク・シナトラ（「A Jolly Christmas From Frank Sinatra」1957年）
- ゲイリー・ホーイ（英語版）
- ガール・イン・コウマ（英語版） （「A Blackheart Christmas」2008年）
- グレン・キャンベル
- グレン・ミラー・オーケストラ
- グロリア・エステファン（「クリスマス・スルー・ユア・アイズ」1993年）
- ハンプトン・ストリング・カルテット（英語版）
- ハリー・コニック・ジュニア（「Harry for the Holidays」2003年）
- 薬師丸ひろ子（「時の扉」2013年）
- ジャシー・ベラスケス
- ジャッキー・エヴァンコ（「Heavenly Christmas」2011年）
- ジャッキー・グリースン
- ジャッキー・ウィルソン（「Merry Christmas From Jackie Wilson」1963年）
- ジェフリー・オズボーン
- ジェニファー・ウォーンズ（「The Tradition of Christmas」1991年）
- ジェシカ・シンプソン（Happy Christmas」、2010年）
- ジリアン・ホール（「A Jingle with Jillian」2007年）
- ジミー・バフェット
- ジョー・ウィリアムズ（英語版）
- ジョン・ベリー（英語版）
- ジョン・グレイ（英語版）（1964年）
- ジョニー・キャッシュ
- ジョニー・マティス
- ジョナサン・バトラー（2013年）
- ジョーダン・スパークス（「This Christmas」サウンドトラック、2007年）
- ジョシュ・グローバン（「Noël」2007年）[12]
- ジャスティン・グリアーニ（英語版）
- キャサリン・マクフィー（シングル、2009年）
- ケリー・クラークソン（「iTunes Session」2011年、「Wrapped in Red」2013年）[13]
- ケネス・コープランド（英語版）
- ケニー・チェズニー
- KOKIA（「Christmas Gift」2008年）
- クリスティン・チェノウェス（「A Lovely Way to Spend Christmas」2008年）
- レディ・アンテベラム（「On This Winter's Night」2012年）
- ラナ・カントレル（英語版）（Vinyl LP VA「Christmastime in Carol and Song」1968年、「Christmas in California」1968年）
- リア・ミシェル（「Glee: The Music, The Christmas Album Volume 3」2012年）
- レオン・レッドボーン（英語版）
- リンダ・ロンシュタット（「A Merry Little Christmas」2000年）
- リサ・ロイシュナー（英語版）
- ローンスター（英語版）
- マルティナ・マクブライド（英語版）
- マッチブック・ロマンス（「A Santa Cause: It's a Punk Rock Christmas」2003年）
- マウロ・カルデロン（スペイン語版）
- マイケル・ブーブレ
- ミンディ・スミス（英語版）
- ニール・ダイアモンド
- ノーラ・オノール（英語版）（「Christmas Songs」1972年）
- ナイロンズ（英語版）
- オーク・リッジ・ボーイズ（英語版）
- オズモンズ
- オーバーボード（英語版）（「Tidings」2008年）
- パム・ティリス（英語版）
- パット・ブーン
- ピーボ・ブライソンとロバータ・フラック
- パーシー・フェイス
- ペリー・コモ
- フィル・ドリスコル（英語版）
- プラシド・ドミンゴ ※トニー・ベネットとのデュエットもある（コンサート「Our Favourite Things: Christmas in Vienna」2000年）。
- プラターズ
- プラスワン (バンド)（英語版）（「Christmas」2002年、メドレー)
- ラスカル・フラッツ（「Greatest Hits Volume 1」ボーナストラック、2008年）
- リーバ・マッキンタイア
- REOスピードワゴン (Not So Silent Night...Christmas with REO Speedwagon, 2009)
- リッキー・ヴァン・シェルトン（英語版）（「Ricky Van Shelton Sings Christmas、1989年）
- ローナン・タイナン（英語版）
- ロニー・ミルサップ（英語版）
- ロイス・キャンベル（英語版）
- サラ・エヴァンス
- サラ・ヘロニモ
- サラ・マクラクラン
- スコット・ウェイランド（英語版）「The Most Wonderful Time of the Year」2011年）
- セス・マクファーレン（「Holiday for Swing」2014年）
- シー&ヒム
- スリット・ホイットマン（英語版）
- スモーキー・ロビンソン＆ミラクルズ（英語版）（「Christmas with The Miracles」1963年）
- スパイロ・ジャイラ
- スタットラー・ブラザーズ（英語版）
- スフィアン・スティーヴンス
- スージー・ボガス（英語版）
- TAKE 6（「The Most Wonderful Time of the Year」2010年）
- 三大テノール
- ティアニー・サットンとエリック・カンゼル指揮によるシンシナティ・ポップス・オーケストラ
- ティフト・メリット（英語版）
- トビー・キース
- トニー・ベネット（「A Swingin' Christmas」2008年）
- トゥイステッド・シスターとリタ・フォード （「A Twisted Christmas」2006年）
- ヴァネッサ・ウィリアムス
- ヴィンス・ギル
- ホイットニー・ヒューストン
- ワイノナ・ジャッド